# Tante in Marokko
Tante in Marokko was een Nederlands televisieprogramma van de omroep NTR, voorheen RVU. Het werd van 2007 tot en met 2010 elke zomer uitgezonden op Nederland 2. Het programma over Nederlandse Marokkanen op vakantie in hun moederland Marokko werd gepresenteerd door twee presentatoren. De mannelijke helft van het presentatieduo werd vanaf de eerste serie ingevuld door Maxim Hartman. In 2007 was Khadija Massaoudi de vrouwelijke helft van het duo, maar vanaf 2008 was Lamia Abbassi de vaste presentatrice naast Hartman. Tante in Marokko werd geproduceerd door LVB Networks uit Amersfoort.
De titel van het programma refereert aan het bekende kinderliedje: "Ik heb een tante in/uit Marokko en die komt".